# Brittiska måttenheter
Brittiska måttenheter (även imperiala enheter av engelskans imperial units) kallas i dagligt tal de måttenheter som ingår i British Imperial System. Det gäller bland annat inch, yard, pound, pint och mile. Enheternas storheter stadfästes 1824 genom British Weights and Measures Act.

## Historik
Systemet är officiellt avskaffat i de flesta länder och ersatt av metersystemet. Endast USA och Liberia hade 2020 officiellt kvar systemet, medan Storbritannien använder vissa enheter inofficiellt eller inom vissa samhällssektorer. Bland annat har brittiska motsvarigheten till Trafikverket inte övergått till metersystemet, vilket innebär att hastighetsskyltar och hastighetsmätare i bilar fortfarande använder "miles per hour". Dessutom är pint vanligt inom pub- och restaurangnäringen, medan stone vardagligt används som enhet för mätning av kroppsvikt.
Många enheter, olika volymmått, finns i separata varianter i Storbritannien och USA. Det gäller bland annat gallon, liquid pint och dry pint. I de här fallen har de brittiska varianterna i stort sett ersatts av motsvarande metriska enheter, medan de amerikanska varianterna fortfarande är i officiellt bruk i USA som traditionella amerikanska mått.
I vetenskapliga sammanhang används dock metersystemet i regel även i USA.[källa behövs]
Medan länder som anammat metersystemet i regel också anammat Celsius-skalan för temperaturmätning, lever Fahrenheitskalan kvar i vardagligt brittiskt bruk. Temperaturer under fryspunkten brukar dock alltid noteras med Celsiusgrader (på grund av risken för sammanblandning), och i TV-sändningar används numera alltid konsekvent Celsius oavsett temperatur.

## Enheter (urval)

### Längdmått
- inch (in) = 25,4 mm
- foot (ft) = 12 in = 0,3048 m
- yard (yd) = 3 ft = 36 in = 0,9144 m
- mile (även kallad statute mile) = 5 280 ft = 1 609,344 m

### Ytmått
- square inch (in², sq in) = 6,4516 cm²
- square foot (ft², sq ft) = 0,092903 m²
- square yard (yd², sq yd) = 0,836 127 m²
- acre = 4 840 yd² ≈ 4 046,856 m2
- square mile (mile²) = 640 acres ≈ 2,589988 km²

### Volymmått
- cubic inch (in³, cu in) = 16,387064 cm³
- cubic foot (ft³, cu ft) = 28,31685 dm³
- cubic yard (yd³, cu yd) = 0,764554 m³

gallon (gal):
- 4,546 092 dm³ (UK[a])
- 231 in³ ≈ 3,785 412 dm³ (US[b]

- pint (pt) = 1/8 gal (UK) = 0,568261 dm³ (UK)
- liquid pint (lq pt) = 1/8 gal (US) ≈ 0,473176 dm³ (US)
- dry pint (dry pt) = 1/64 bushel (US) ≈ 0,550610 dm³ (US)

fluid ounce (fl oz):
- 28,413 cm³ (UK)
- = 1/128 gal (US) ≈ 29,57353 cm³ (US)

- barrel:  (petroleum) = 42 gal (US) ≈ 158,9873 dm³ (US)
- dry barrel (bbl) = 7 056 in³ ≈ 115,6271 dm³ (US)

bushel:
- = 8 gal (UK) = 36,368 72 dm³ (UK)
- ≈ 35,239 07 dm³ (US)

quart:
- liquid quart= 1/8 liquid gal (US) ≈ 0,946352 dm³ (US)
- dry quart = 1/4 dry gal (US) ≈ 1,101220 dm³ (US)
- imperial quart = 1/4 imperial gal ≈ 1,136522 dm³ (UK)

### Vikt (massa)
- pound (lb) = 0,453592 kg
- grain (gr) = 1/7000 lb = 64,79891 mg
- ounce (oz) = 1/16 lb ≈ 28,349 52 g
- troy ounce (apothecaries' ounce, oz t) = 480 gr = 31,103476 g
- stone = 14 lb = 6,350 kg (vanligen)

hundredweight (cwt):
- 1 cwt (UK) = 1 long cwt (US) = 112 lb ≈ 50,80235 kg
- 1 cwt (US) = 100 lb = 45,359 237 kg

ton:
- 1 ton (UK) = 1 long ton (US) = 2 240 lb ≈ 1 016,047 kg
- 1 ton (US) = 2 000 lb ≈ 907,1847 kg

### Kraftenheter
- pound-force (lbf) ≈ 4,448222 N

### Tryckenheter
- pound-force per square inch (psi, lbf/in²): 1 lbf/in² ≈ 6 894,757 Pa

### Energienheter
- foot pound-force (ft x lbf) ≈ 1,355818 J

### Effektenheter
- foot pound-force per second (ft x lbf/s) ≈ 1,355818 W
- horsepower (hp, svensk: "engelsk hästkraft") = 550 ft x lbf/s ≈ 745,7 W

- OBS!: Skilj 1 hp från 1 hk (metrisk hästkraft), som är 735,49875 W.

## Källhänvisningar
1. ↑  "British Imperial System". Britannica.com. Läst 16 oktober 2014. (engelska)

- "NE.se: engelska enheter" (läst 16 oktober 2014)